# Véronique Cornet
 (février 2017).
Si vous disposez d'ouvrages ou d'articles de référence ou si vous connaissez des sites web de qualité traitant du thème abordé ici, merci de compléter l'article en donnant les références utiles à sa vérifiabilité et en les liant à la section « Notes et références ».
Pour les articles homonymes, voir Cornet.
Véronique Cornet, née le 31 août 1968 à Charleroi et décédée le 14 juillet 2015 à Mont-Godinne, est une femme politique belge membre du MR.

## Carrière politique
- 1997-1999 : députée fédérale belge
- 1999-2015 : députée au parlement wallon et au parlement de la Communauté française
  - 2004-2015 : vice-présidente du parlement wallon
- 2001-2015 : bourgmestre de Montigny-le-Tilleul

## Biographie
Aînée d’une fratrie de trois enfants, Véronique Cornet est la petite-fille de Clotaire Cornet, et la fille de Philippe Cornet, successivement et respectivement député-bourgmestre, vice-président de la Chambre des Représentants et bourgmestres de Montigny-le-Tilleul (de 1944 à 2000).
Véronique Cornet suit des études en droit et devient receveur communal à la Ville de Thuin en 1994. C’est à cette période qu’elle est approchée par le président du PRL Jean Gol pour figurer sur les listes PRL à la Chambre des Représentants en tant que suppléante.
À la suite du décès de son mentor, Étienne Bertrand, elle devient en 1997 députée fédérale. Au lendemain des élections régionales de 1999, elle siège au parlement wallon en tant que députée. À partir de 2004, elle officie également en tant que première vice-présidente du parlement wallon.
Parallèlement à ce mandat, elle est élue bourgmestre de Montigny-le-Tilleul en 2001. Durant son mayorat ont notamment lieu la rénovation de l’école de Landelies, la construction de la nouvelle école de Malfalise, de 30 nouveaux logements sociaux, la transformation et la réhabilitation de l’ancien Hôtel de ville de Landelies en logements sociaux et la construction du nouvel Hôtel de ville passif.
Au lendemain des élections régionales du 25 mai 2014, la liste MR menée par Véronique Cornet remporte deux sièges supplémentaires.
En raison du décret dit "anti-cumul", Véronique Cornet choisit le mandat de député mais reste bourgmestre en titre de Montigny-le-Tilleul.
Véronique Cornet se retire partiellement des affaires communales en mars 2014. Elle meurt d'une leucémie lymphoïde chronique le 14 juillet 2015 au Centre Hospitalier Universitaire de Mont-Godinne, près de Namur.

## Distinction honorifique
- Chevalière de l'ordre de Léopold (en 2009).